# ハルティ

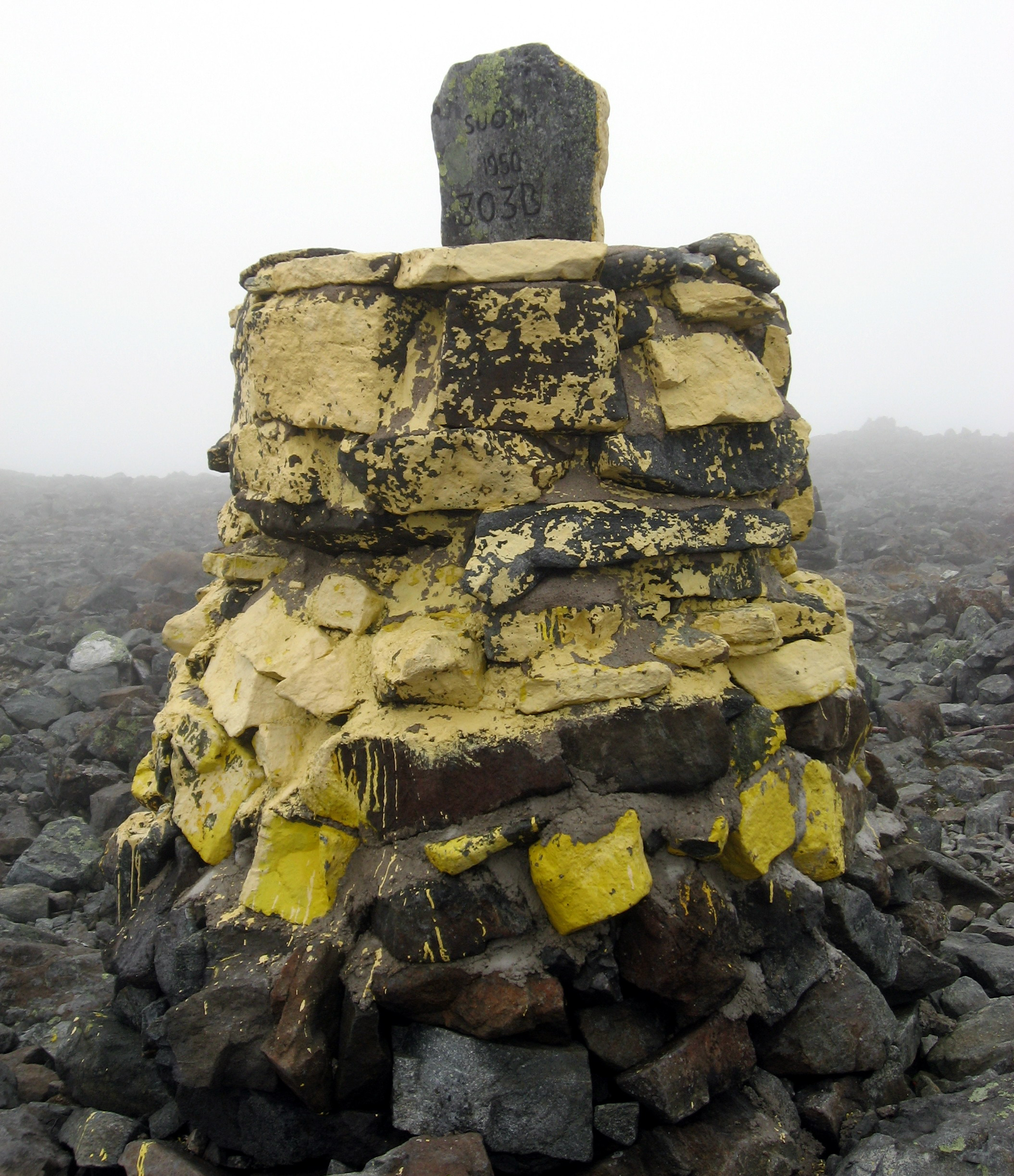
ハルティにあるフィンランドとノルウェーの国境

ハルティ（Halti）はフィンランドの最高峰である山。標高は1,324m。ラップランド州エノンテキオ区に位置しており、フィンランドとノルウェーの間に位置している。
ハルティ山の本来の頂上は1365mであり、ライスダッターハルディとして知られているが、ノルウェー領である。
フィンランドの最高峰はこの山の峰の一部であるノルウェーとの境界の、ハルディットソッカとして知られる、1324メートルの峰である。
明らかにフィンランド側に位置する最高峰はリドニットソッカであり、1316メートルである。
少し南にサーナ山が位置している。
2016年7月、ノルウェーのエルナ・ソルベルグ首相が、フィンランド独立100周年を祝い、山頂部分をフィンランドに贈答する計画があることを公表した。